# Il racconto dei racconti - Tale of Tales
Il racconto dei racconti - Tale of Tales è un film a episodi del 2015 diretto da Matteo Garrone, al suo debutto in un film in lingua inglese.
La pellicola, adattamento cinematografico della raccolta di fiabe Lo cunto de li cunti di Giambattista Basile pubblicata postuma tra il 1634 ed il 1636, ha vinto sette David di Donatello.

## Trama
Il film è composto da tre diversi episodi liberamente tratti da altrettanti racconti della raccolta di fiabe Lo cunto de li cunti di Giambattista Basile che si intrecciano fra loro: La cerva, La pulce e La vecchia scorticata.

### La cerva
Nel regno di Selvascura i reali tentano da tempo di avere un figlio ma non vi riescono, essendo la regina sterile. Si presenta loro un negromante che consiglia un rimedio sicuro per risolvere il problema: la donna dovrà mangiare il cuore di un drago marino cucinato da una vergine, ma in compenso qualcuno dovrà morire. Il re s'immerge nelle profonde acque di un lago con una tuta da palombaro ed una lunga fiocina e, trovato il drago addormentato, lo colpisce a morte, ma anche il mostro, durante la sua agonia, infligge un letale colpo di coda al sovrano che muore poco dopo la riemersione. Il cuore del drago viene prelevato e affidato alla vergine che procede alla cottura richiesta, rimanendo però incinta anche lei per aver inalato il vapore della cottura. Anche la regina rimane incinta dopo aver mangiato il cuore del drago: tutte e due le donne partoriscono quella notte, e poco dopo si celebra il funerale del re, cui partecipano il re di Altomonte con la figlioletta, Viola, e il re di Roccaforte con alcune sue amanti.
Sedici anni dopo, il figlio della regina di Selvascura, Elias, e il figlio della serva, Jonah, si somigliano come due gocce d'acqua essendo il frutto della stessa magia: sono grandi amici ma sono costretti a giocare di nascosto, essendo Jonah inviso alla regina. Un giorno Jonah per gioco scambia i suoi vestiti con Elias e va dalla regina che effettivamente lo scambia per suo figlio. Quando Jonah torna da Elias e gli racconta dello scherzo, il principe gli promette che quando salirà al trono entrambi regneranno alternandosi giorno dopo giorno.
La regina, avendo origliato tutto, con un attizzatoio prova ad uccidere Jonah, che riesce a sfuggirle nascondendosi nelle cucine del castello. Il giorno dopo il ragazzo decide di lasciare il regno, e prima di andarsene va da Elias: trafigge le radici di un albero con un coltello, ne fa sgorgare la linfa e gli spiega che se sarà limpida significherà che sta bene ma che se sarà torbida significherà che è in pericolo.
Da quel giorno Elias sorveglia gelosamente quel luogo non facendovi avvicinare nessuno. Un giorno la linfa si intorbida ed Elias, preoccupato, sale in groppa a un cavallo e va in cerca dell'amico. Raggiunge un villaggio in cui viene scambiato per Jonah dalla sua nuova famiglia, scoprendo che l'amico è scomparso cinque giorni prima nella vicina foresta. Nel frattempo il negromante torna dalla sovrana spiegando che Elias rappresenta la metà inseparabile di Jonah e che il principe è andato in cerca dell'amico; la donna gli chiede come uccidere Jonah e riavere indietro il figlio e il negromante risponde che anche questa richiesta, come già la magia del cuore del drago, avrà un alto prezzo.
Intanto Jonah, dolorante a una gamba, è intrappolato in una grotta che si affaccia su un dirupo e invoca a gran voce l'aiuto di qualcuno. Giunge all'improvviso un mostro alato che tenta di ucciderlo. Elias sopraggiunge e fa scudo a Jonah con il suo corpo. Vedendolo, la creatura esita e non lo attacca, permettendo a Elias di ucciderla con il suo pugnale. Il principe riaccompagna Jonah dalla sua famiglia e torna a casa. Nella grotta, il cadavere del mostro si trasforma nel corpo senza vita della regina.

### La pulce
Nel regno di Altomonte la figlia del re, Viola, si dedica alla musica e alla lettura sognando un futuro meraviglioso al fianco di un principe azzurro. Un giorno il padre è infastidito da una pulce: fa per ucciderla ma poi le si affeziona al punto da nasconderla nella sua stanza e da nutrirla dapprima con il suo sangue e poi, man mano che cresce, con portate di bistecche al sangue. Una notte la pulce, diventata gigantesca, non riesce più a respirare e muore. Il re, anche per cercare di superare lo sconforto per la sua morte, indice un torneo nel quale espone l'enorme pelle dell'insetto: chiunque indovinerà a quale animale appartiene, avrà la mano di sua figlia. Fra sé e sé il sovrano è convinto che nessuno supererà la prova e che Viola continuerà a stargli accanto.
Molti pretendenti tentano invano di risolvere l'indovinello. Giunge a corte un mostruoso orco che, dopo aver annusato la pelle della creatura, dà la risposta giusta: la principessa Viola, a malincuore, è costretta ad andare a vivere con lui. L'orco la conduce sulle montagne dentro la grotta in cui vive di caccia, e vi segrega la ragazza. Qualche tempo dopo, mentre l'orco è a caccia, Viola avvista una donna sull'altro lato del burrone e la implora di aiutarla: la donna promette di tornare il giorno dopo insieme con i suoi figli, funamboli.
La mattina dopo, senza farsi notare dall'orco, Viola si sporge dal bordo della montagna e scorge la donna col marito e i tre figli che hanno teso una corda tra i due lati del burrone. Il più giovane va dalla principessa, la carica sulle spalle e comincia a camminare sulla fune. L'orco si accorge della fuga e, aggrappandosi alla corda, li insegue e i due giovani raggiungono l'altra sponda, un attimo prima che giunga l'orco, e tagliano la fune facendolo precipitare nel burrone.
Mentre la compagnia sale felice sul carretto e si allontana, sopraggiunge all'improvviso l'orco che è sopravvissuto: uccide tutta la famiglia dei saltimbanchi e Viola, disperata, non può far altro che sottomettersi nuovamente a lui. L'orco la carica sulle spalle per riportarla nella grotta ma Viola, con una mossa fulminea, lo sgozza con un pugnale che aveva segretamente recuperato nel carretto.
Al castello il re sembra ormai in fin di vita, affranto per l'orribile destino della figlia, quando gli giunge la notizia che ella è tornata. Il re e i cortigiani si precipitano nella sala del trono dove trovano Viola sporca di sangue. «Questo è il marito che voi avete scelto per me!» dice sprezzante al padre mostrandogli la testa dell'orco. Il re cade in ginocchio invocando il suo perdono mentre Viola inizia a piangere.

### Le due vecchie

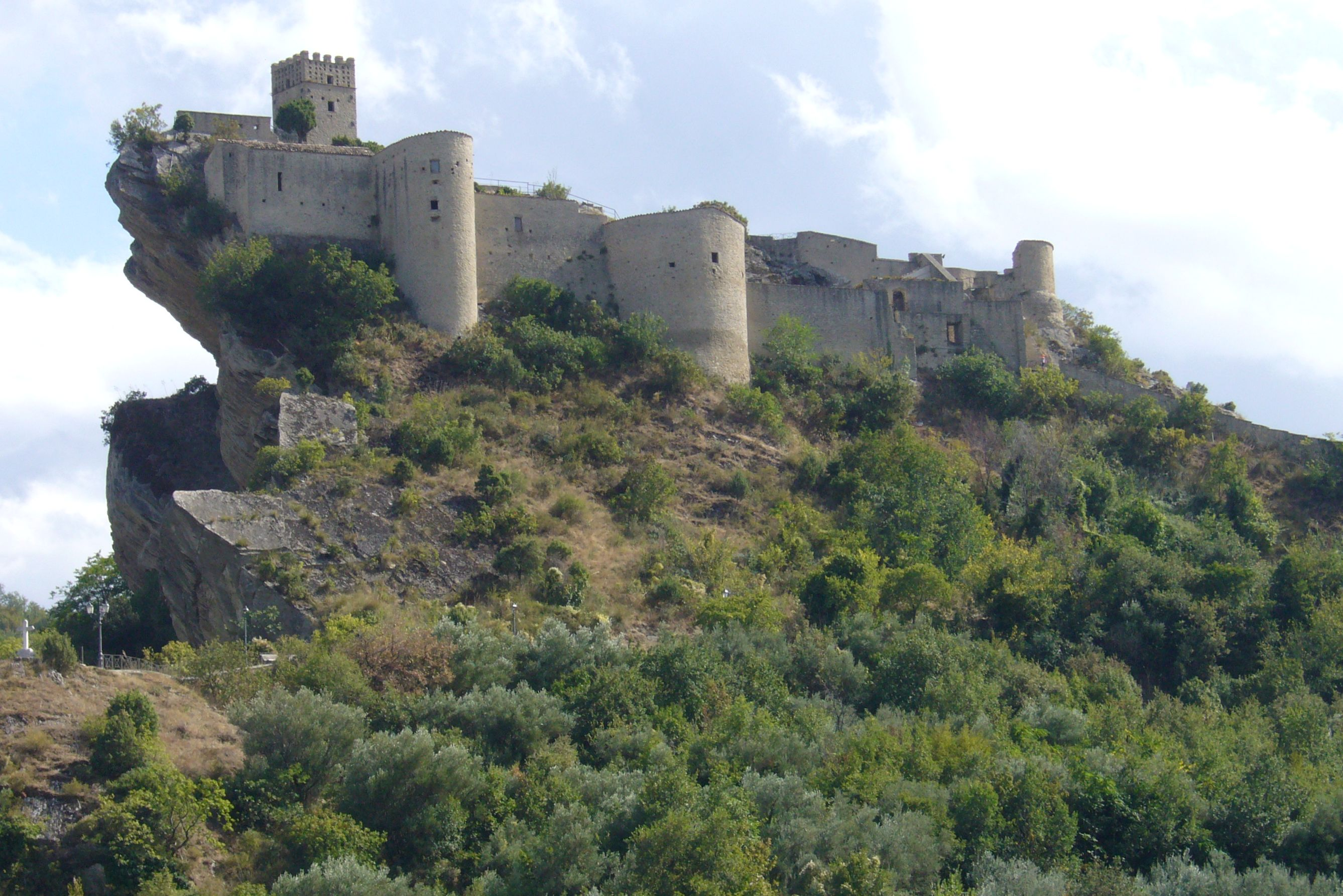
Il castello di Roccascalegna, location dell'episodio de La vecchia scorticata

Nel regno di Roccaforte il re conduce una vita dissoluta tra volgari orge e sfrenati divertimenti. Un giorno vede una figura femminile incappucciata, Dora, cantare con bella voce davanti alla casa del tintore e se ne innamora perdutamente. Si reca davanti alla sua dimora per farle la corte ignaro del fatto che all'interno non vive alcuna giovane bensì Imma e la stessa Dora, due anziane sorelle.
Dora non si lascia sfuggire l'occasione e, parlando da dietro la porta, fa un patto col re: quest'ultimo dovrà tornare dopo una settimana e lei gli concederà di vedere un dito della sua mano. Nel frattempo tenta invano di ringiovanire il suo indice per renderlo più presentabile. Quando arriva il re, Dora usa il dito della sorella, più levigato del suo per l'abitudine che ha Imma di succhiarlo, e glielo mostra attraverso la fessura della porta mandandolo in estasi. Il re insiste per vederla e Dora accetta di recarsi a palazzo purché l'incontro avvenga completamente al buio. Prima dell'incontro, aiutata dalla sorella e facendo ricorso a una sostanza adesiva, Dora tenta di stendere e levigare le rughe della pelle. Si reca poi a palazzo, completamente avvolta in una coperta e, al buio, viene accompagnata da un valletto verso la stanza del re. Qui entra nel suo letto e lo aspetta timorosa. Il re sopraggiunge ma, infrangendo il patto, prende un candeliere per osservare la dama scoprendo così le vere fattezze di Dora. Disgustato dalla vista della vecchia, ordina alle guardie di scaraventare la donna giù dalla finestra.
L'ordine viene eseguito ma Dora, rimasta impigliata fra i rami di un albero grazie alla coperta, si salva. Passa una maga dei boschi che inizialmente ride nel vedere la vecchia appesa all'albero ma poi, impietosita, la libera, l'abbraccia e l'allatta, praticandole un incantesimo. Poco dopo giunge il re impegnato in una battuta di caccia che rimane incantato alla vista di una bellissima giovane dai capelli rossi, ignaro del fatto che si tratta della stessa Dora ringiovanita dalla strega. Il re decide di sposarla e di lì a poco viene celebrato il matrimonio a cui la sposa invita Imma, previo l'invio di un vestito di lusso e di gioielli. Alla cerimonia scopre che la regina altri non è che sua sorella che da vecchia e rattrappita è diventata giovane e bella. Dora le dice che non dovrà più preoccuparsi adesso che è diventata regina e che dovrà mantenere il segreto sul fatto che sono sorelle anche perché nessuno le crederebbe.
Ma finita la festa Imma si rifiuta di andarsene sostenendo di essere la sorella della regina, ovviamente non venendo creduta. Dora la manda via ma Imma la segue fino in camera da letto e insiste per sapere come abbia fatto a diventare così giovane e bella. Dopo averle detto in tutti i modi che non lo sapeva, Dora, esasperata, si inventa di essersi fatta scorticare. Sopraggiunge il re e Dora, nascosta la sorella, giace col marito. Imma però si fa scoprire e il re ancora una volta chiama le guardie ordinando di buttarla fuori nonostante il tentativo di intermediazione della sorella. Il giorno seguente Imma cerca di mettere in atto quanto dettole da Dora andando in cerca di qualcuno disposto a scorticarla. Il barbiere si rifiuta ma un arrotino, allettato dall'offerta dei gioielli che Imma ha indossato al matrimonio, accetta, conduce la vecchia nel bosco, e Imma torna verso il palazzo reale priva di pelle, sanguinante e agonizzante.

### Conclusione
Nel regno di Altomonte, Viola viene incoronata regina davanti al suo popolo, al nuovo re di Selvascura, Elias, al re di Roccaforte e alla regina Dora. Al centro del cortile Viola, insieme a tutti gli invitati, guarda un funambolo esibirsi sopra le loro teste in uno spettacolare esercizio di equilibrio su una fune infuocata. Dora, assistendo all'esibizione, avverte uno strano effetto e vede riformarsi sulla sua pelle le rughe, segno che l'incantesimo sta finendo e che ella quindi comincia a riassumere le sembianze che aveva da vecchia. Impaurita, Dora fugge dal castello sotto lo sguardo attonito del marito mentre proseguono i festeggiamenti.

## Produzione
Il budget del film è stato di circa 14,5 milioni di dollari.

### Cast

#### La cerva
- Salma Hayek: regina di Selvascura
- John C. Reilly: re di Selvascura
- Christian Lees: Elias
- Jonah Lees: Jonah
- Laura Pizzirani: madre di Jonah
- Franco Pistoni: Negromante
- Giselda Volodi: dama di corte

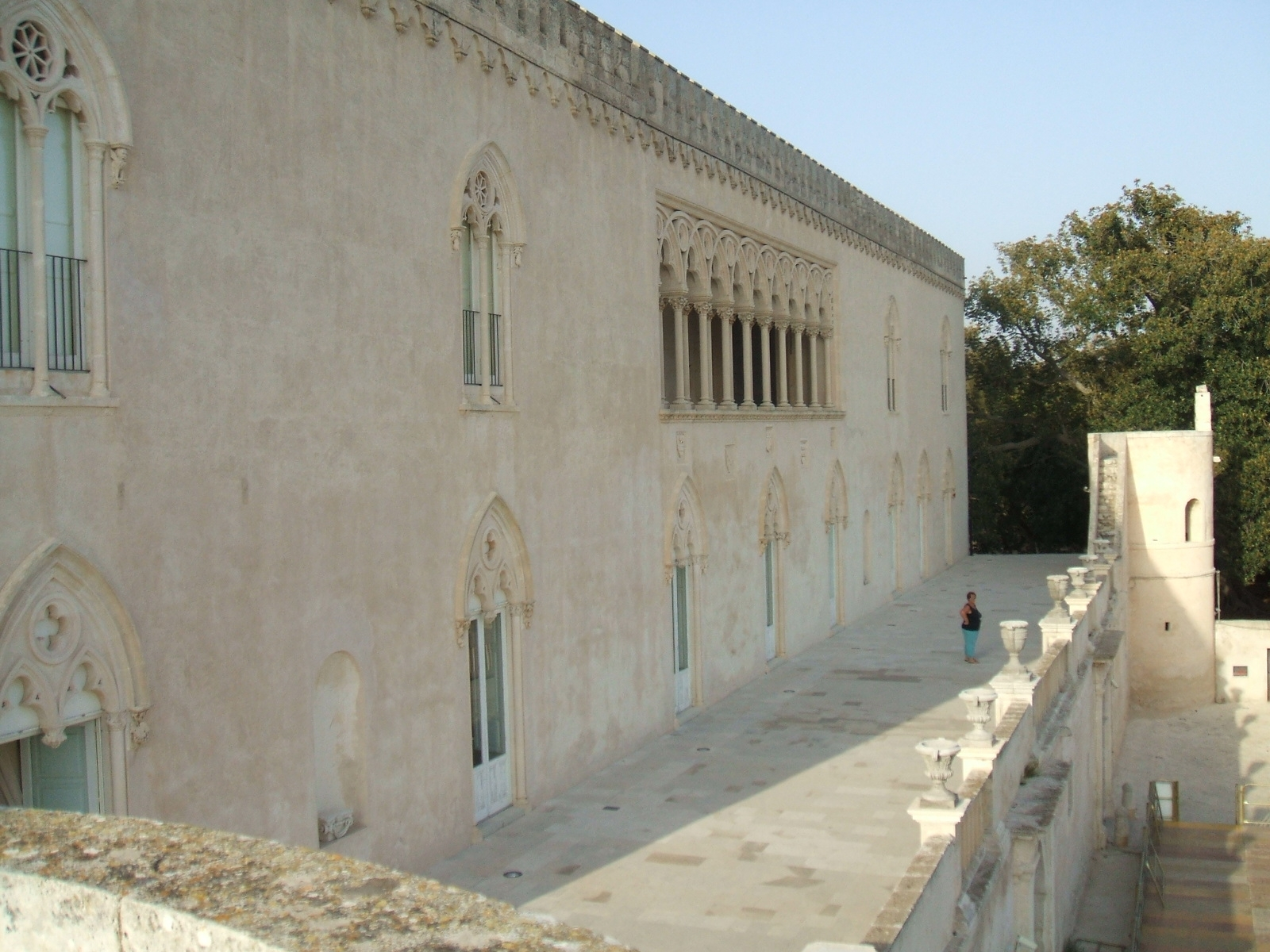
Il castello di Donnafugata, location dell'episodio de La cerva

- Giuseppina Cervizzi: dama di corte
- Jessie Cave: Fenizia

#### La pulce
- Toby Jones: re di Altomonte
- Bebe Cave: Viola
- Guillaume Delaunay: orco
- Eric MacLennan: medico
- Nicola Sloane: una damigella
- Alba Rohrwacher: circense
- Massimo Ceccherini: circense

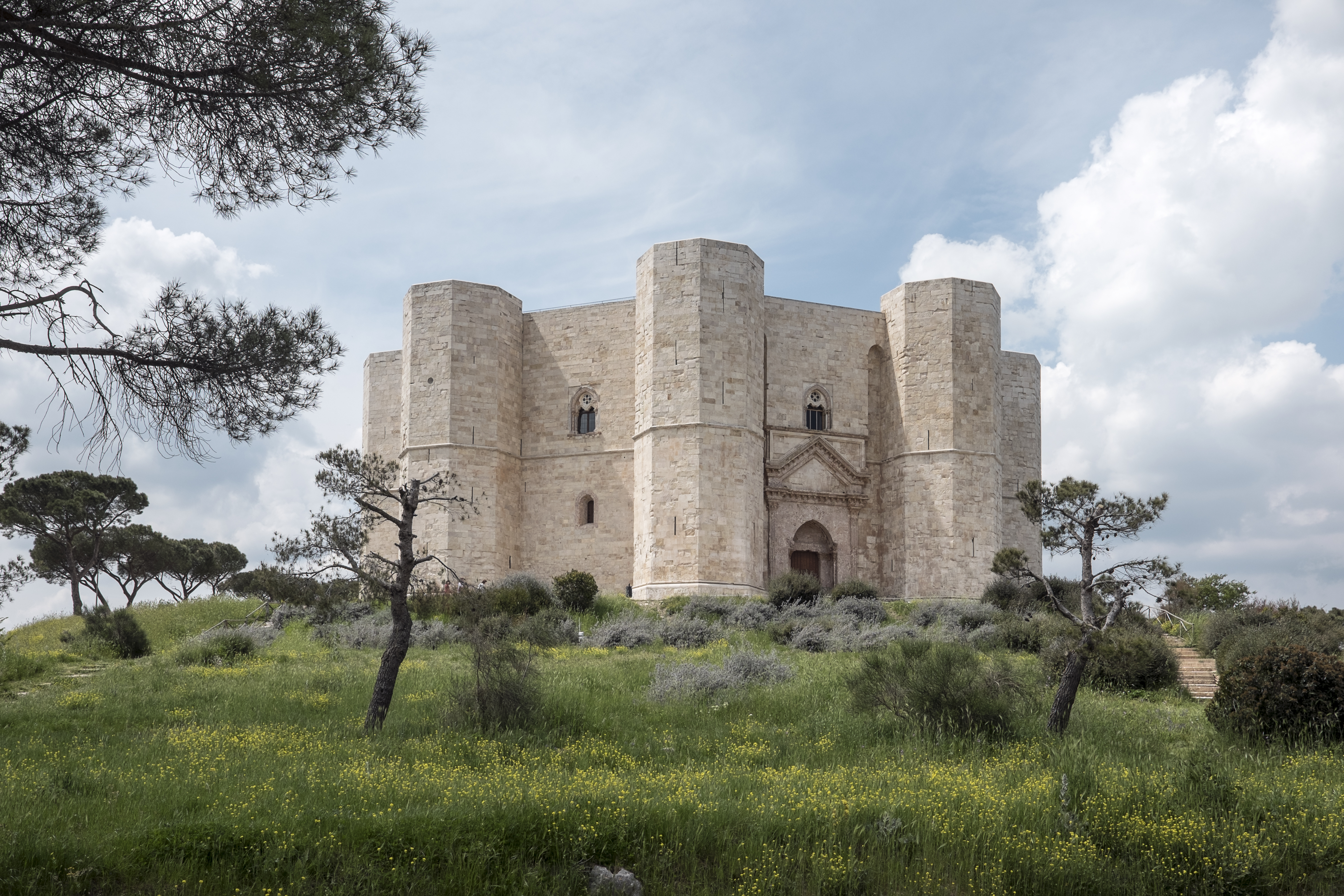
Castel del Monte, location dell'episodio de La pulce

- Vincenzo Nemolato: figlio dei circensi
- Giulio Beranek: figlio dei circensi
- Davide Campagna: figlio dei circensi

#### Le due vecchie
- Vincent Cassel: re di Roccaforte
- Shirley Henderson: Imma
- Hayley Carmichael: Dora
- Stacy Martin: Dora ringiovanita
- Kathryn Hunter: strega
- Ryan McParland: lacchè
- Kenneth Collard: arrotino
- Renato Scarpa: barbiere

### Riprese

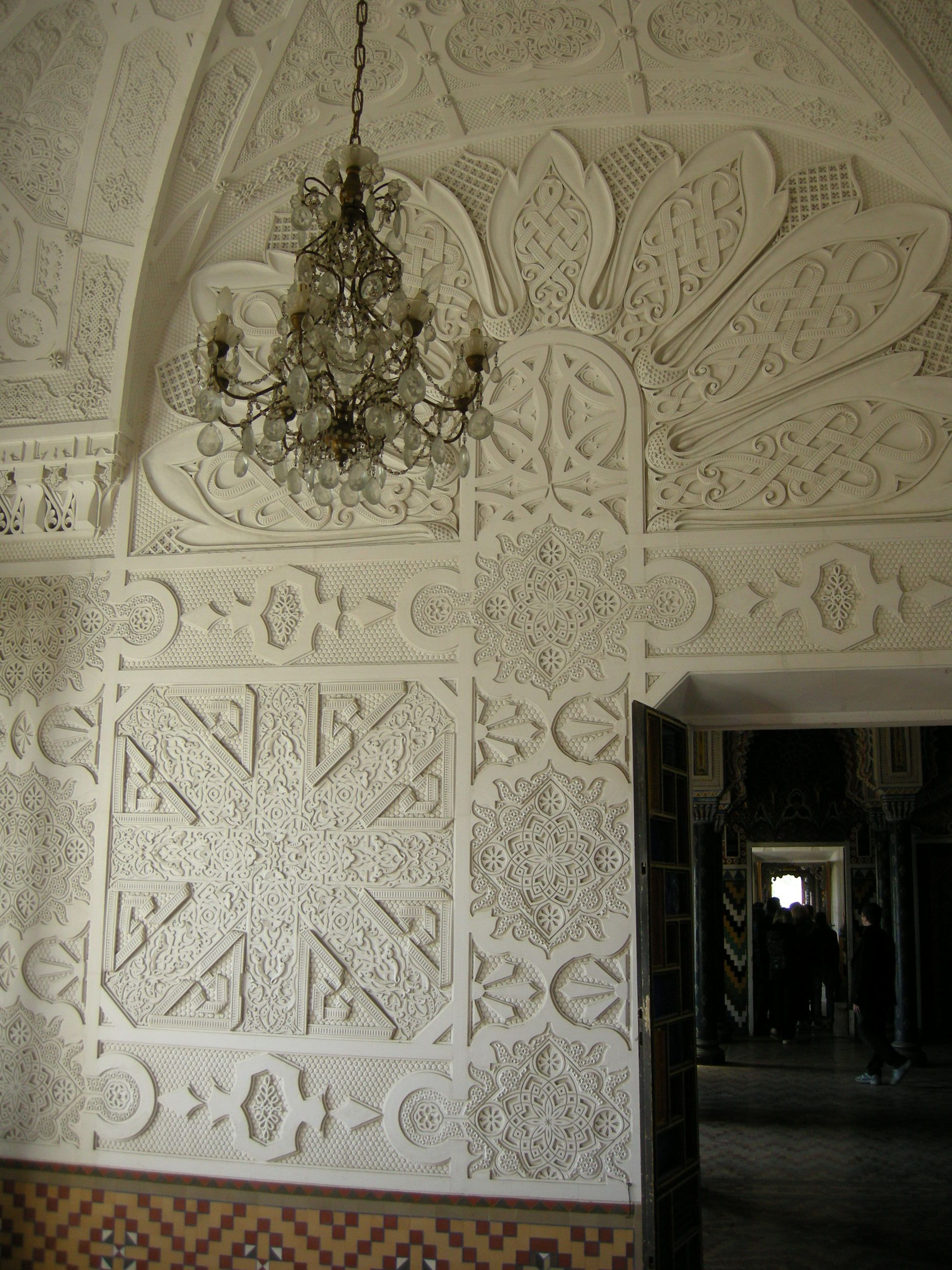
Sala degli stucchi nel castello di Sammezzano, dove sono state girate alcune scene dell'episodio La cerva

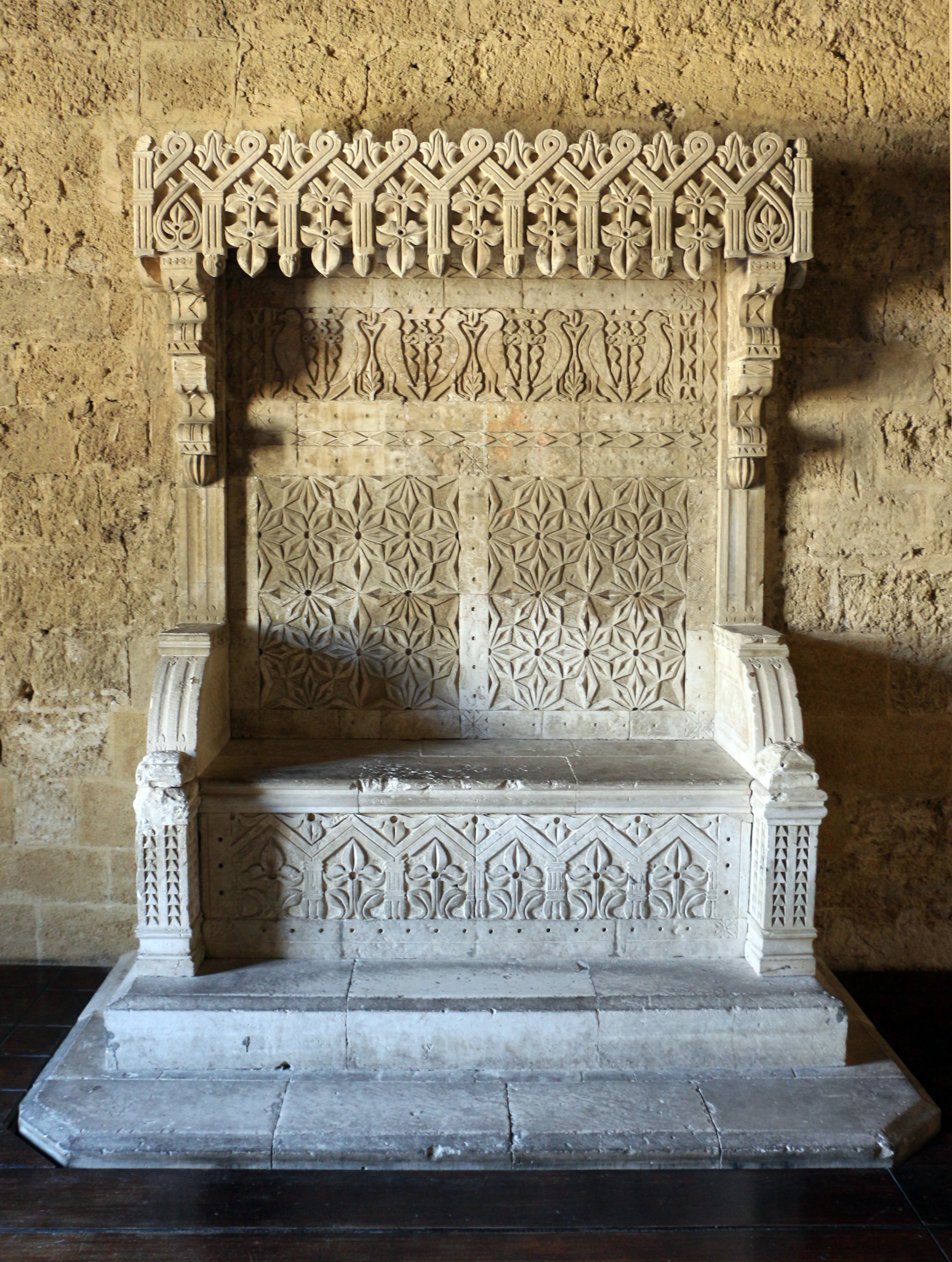
La sala del trono nel castello di Gioia del Colle, dove avvengono alcune scene dell'episodio La pulce

Le riprese del film, iniziate il 15 maggio 2014 e durate quattro mesi, si sono tenute interamente in Italia: in Abruzzo (nel castello di Roccascalegna), nel Lazio (a Palazzo Chigi di Ariccia, Castello Caetani a Sermoneta e Acquapendente), a Napoli (tra cui il Palazzo Reale, parco e reggia di Capodimonte), in Puglia (a Castel del Monte, nel Castello normanno-svevo di Gioia del Colle, a Mottola e a Statte), in Sicilia (nel Castello di Donnafugata e nelle Gole dell'Alcantara) e in Toscana (alle Vie Cave , nel Castello di Sammezzano  e nel Palazzo Vecchio).

## Promozione
Il primo trailer è stato diffuso il 15 aprile 2015 in esclusiva sul sito MYmovies.it.

## Distribuzione
Il film è stato presentato in concorso al Festival di Cannes 2015. e uscì nelle sale cinematografiche italiane il 14 maggio 2015

### Doppiaggio
Il doppiaggio del film è stato curato dalla società SEDIF con la direzione del doppiaggio e i dialoghi affidati a Francesco Vairano.

## Accoglienza

### Critica
Presentato al Festival di Cannes 2015, ha ricevuto una tiepida accoglienza alla proiezione della stampa e sette minuti di applausi a quella del pubblico. Il sito americano Rotten Tomatoes riporta che l'82% delle recensioni professionali gli hanno dato un giudizio positivo con un voto medio di 7 su 10.

### Incassi
Ha incassato globalmente 5,5 milioni di dollari.

## Riconoscimenti
- 2015 - Festival di Cannes
  - Film in concorso
- 2015 - Globo d'oro
  - Miglior sceneggiatura a Matteo Garrone, Edoardo Albinati, Ugo Chiti e Massimo Gaudioso
  - Candidatura per il miglior film
- 2015 - Nastri d'argento
  - Migliore scenografia a Dimitri Capuani
  - Migliori costumi a Massimo Cantini Parrini
  - Migliore sonoro in presa diretta a Maricetta Lombardo
  - Candidatura per il regista del miglior film a Matteo Garrone
  - Candidatura per la miglior sceneggiatura a Matteo Garrone, Edoardo Albinati, Ugo Chiti e Massimo Gaudioso
  - Candidatura per il miglior montaggio a Marco Spoletini
- 2016 - Bari International Film Festival[22]
  - Regista del miglior film a Matteo Garrone
  - Migliori costumi a Massimo Cantini Parrini
- 2016 - David di Donatello[1][23]
  - Miglior regista a Matteo Garrone
  - Miglior autore della fotografia a Peter Suschitzky
  - Miglior scenografia a Dimitri Capuani e Alessia Anfuso
  - Miglior costumi a Massimo Cantini Parrini
  - Miglior trucco a Gino Tamagnini
  - Miglior acconciatore a Francesco Pegoretti
  - Migliori effetti speciali a Makinarium
  - Candidatura per il miglior film
  - Candidatura per la miglior sceneggiatura a Matteo Garrone, Edoardo Albinati, Ugo Chiti e Massimo Gaudioso
  - Candidatura per il miglior produttore a Rai Cinema e Archimede Film
  - Candidatura per il miglior musicista a Alexandre Desplat
  - Candidatura per il miglior fonico di presa diretta a Maricetta Lombardo
- 2016 - Ciak d'oro[24][25]
  - Miglior regista a Matteo Garrone
  - Miglior scenografia a Dimitri Capuani
  - Miglior costumi a Massimo Cantini Parrini